# Hypnale hypnale
Hypnale hypnale är en ormart som beskrevs av Merrem 1820. Hypnale hypnale ingår i släktet Hypnale och familjen huggormar. Inga underarter finns listade i Catalogue of Life.
Arten förekommer i södra Indien och på Sri Lanka.